# Dexia fraseri
Dexia fraseri är en tvåvingeart som först beskrevs av Malloch 1935.  Dexia fraseri ingår i släktet Dexia och familjen parasitflugor. Inga underarter finns listade i Catalogue of Life.